# Seznam literarnih pojmov
Seznam šolskih literarnih pojmov. 

## A
1. Aforizem je kratko in jedrnato izražena duhovita, globoka misel ali izrek.
2. Aliteracija je soglasniški stik, ponavljanje enega ali več istih soglasnikov, npr: "Na tleh leže slovenstva stebri stari" (F. Prešern)
3. Amfibrah je trizložna stopica s poudarjenim srednjim zlogom; U–U; stopica z nepoudarjenim, poudarjenim in nepoudarjenim zlogom.
4. Anagram  je vrsta besedne igre, pri kateri nastanejo nove besede s prestavljanjem črk, npr. leto = telo, Monika = kamion itn. V besedi SLOVENIJA poišči čim več živali.
5. Analitična zgradba je zgradba razkritij, ki temelji na analizi ali razkritju ali  odkritju preteklih dogodkov.
6. Anekdota je kratka duhovita zgodbica iz življenja (znanih) ljudi. Dva meseca lahko živim od komplimenta.
7. Animirani film (lutkovni film, risani film) je vrsta filma, v katerem nastopajo narisani liki (predmeti, lutke). Najbolj znani vrsti animiranega filma sta lutkovni in risani film.
8. Antropomorfizem je pripisovanje človeških lastnosti živalim, igračam, naravi, predmetom, izmišljenim bitjem ipd.
9. Asonanca je ujemanje dveh ali več samoglasnikov v zaporednih besedah (verzih), samoglasniški stik. Beseda z enim o–jem: gos, dvema o–jema: kokoš, s tremi o–ji: lokomotiva, s štirimi ali več o–ji: Goooool!
10. Avtobiografija je vrsta pripovedi, ki opisuje lastno življenje pisca, ki temelji na resničnih doživetjih in izkušnjah; življenjepisno besedilo. Roman, ki popisuje lastno življenje pisca; lastni življenjepis. Bolje vrabec v roki kot puška v koruzi.
11. Avtor/avtorica je oseba, ki je ustvarila umetniško ali drugo delo. Ne morem živeti brez sebe.
12. Avtorska/sodobna pravljica vrsta pravljice, ki jo je napisal avtor/avtorica, npr. Hans Christian Andersen: Mala morska deklica, Fran Levstik: Kdo je napravil Vidku srajčico, Dragotin Kette: Šivilja in škarjice ipd.

## B
1. Bajka ali mit je vrsta ljudske pripovedi o bogovih, bajeslovnih bitjih, nenavadnih pojavih in dogodkih.
2. Balada je vrsta lirsko-epske pesmi z grozljivim, mračnim vzdušjem in tragičnim koncem, npr. France Prešeren: Povodni mož.
3. Basen je vrsta poučne pripovedi, v kateri nastopajo poosebljene živali, stvari ali  naravni pojavi, npr. Ezop: Lisica in krokar.
4. Basnopisec je oseba, ki piše basni (Ezop, Phaedrus, La Fontaine, Ivan Krilov, Valentin Vodnik, Anton Martin Slomšek, Slavko Pregl idr.).
5. Basnoslovec je oseba, ki preučuje basni.
6. Biografija je vrsta pripovedi,  ki popisuje življenje kake osebe; življenjepisno besedilo.
7. Bibliografija je prepis besedil.
8. Biografika je življenjepis.
9. Bulvarka je vrsta igre iz sodobnega življenje, ki  na lahkoten način prikazuje sodobne probleme.

## Č
1. Črtica je vrsta kratkega književnega besedila, ki na oseben, čustven način opisuje dogajanje.

## D
1. Dejanje je vsebinska in oblikovna enota dramskega, odrskega ali književnega besedila. Ameriko so odkrili pred Kolumbom, toda on se je prvi pohvalil.
2. Deklamacija je umetniško podajanje ali govorjenje (pesniškega) besedila na pamet.
3. Dialog/dvogovor je pogovor, navadno med dvema osebama.
4. Didaskalije/režijske opombe so del dramskega besedila, v katerem dramatik opiše sceno, osebe, njihovo gibanje; dramsko navodilo ali pojasnilo.
5. Dnevnik je vrsta proze  z osebnimi zapiski o dnevnih dogodkih, doživljajih. Edino jaz se imam rad.
6. Dnevniški roman je vrsta romana z osebnimi zapiski o dnevnih dogodkih in doživljajih.
7. Dogajalne enote so vsebinsko in oblikovno del celotnega dogajanja, ki ima določeno samostojnost.
8. Dogajalni čas je čas, v katerem se dogajanje vrši/dogajanja v besedilu (preteklost, sedanjost, prihodnost). Kratkovidni nam krojijo prihodnost.
9. Dogajalni prostor je mesto ali kraj, v katerem potekajo dogodki.
10. Dogajanje je celota dogodkov, ki potekajo in se razvijajo v prostoru in času; zgodba v književnem besedilu.
11. Domoljubna/domovinska pesem  je vrsta pesmi, ki izpoveduje, izraža ljubezen do domovine. Dom je dekletu ječa, ženi delavnica.
12. Drama/dramsko besedilo  je zvrst književnega besedila v obliki dialogov; gledališka igra resne vsebine.
13. Dramatik/dramatičarka je oseba, ki piše dramska dela.
14. Dramatika je zvrst literarnega ustvarjanja, ki se izraža z obliko drame oz. dialogom.
15. Dramatizacija je vrsta predelave proznega ali pesniškega besedila v dramsko obliko; uprizoritev takšnega besedila v gledališču in/ali razredu.

## E
1. Ekloga je vrsta pesmi o idiličnem, pastirskem življenju, pogosto v obliki dvogovora. Gorje tistim, ki so z malim zadovoljni.
2. Ep/epska pesnitev  je obsežna pripovedna pesnitev o znamenitem dogodku.
3. Epigram, enokitična pesem.
4. Epika, proza, pripovedna besedila je zvrst literarnega ustvarjanja, ki se izraža v prozi; to so zlasti pravljica, pripovedka, roman, povest, črtica, novela ipd.
5. Epska pesem je vrsta pesmi, ki obširno in podrobno opisuje književno dogajanje.
6. Evfemizem je vrsta slogovne figure, s katero omilimo ali olepšamo neprijeten ali neprimeren izraz (laž → neresnica, umreti → odditi, kradljivec → dolgoprstnež, hudič → nebodigatreba, nizek → nevisok ipd.). Ljubim te kakor trn v peti.

## F
1. Fantastična pripoved/fantastična zgodba je vrsta sodobne pravljice, ki temelji na domišljijski pripovedi in zgodbi za katero so  značilni čudežni dogodki in predmeti; obsežna sodobna pravljica. Npr.: Svetlana Makarovič: Kosovirja na leteči žlici; Kam pa kaj, kosovirja; Joanne Cathleen Rowling: Harry Potter, Philip Pullman: Severni sij, idr.
2. Fantazija, fantazijska književnost so književna besedila, ki izvirajo iz fantazije ali domišljije; obsežna sodobna pravljica ali fantastična pripoved.
3. Film je vrsta popularne umetnostni v katerem nastopajo poklicni igralci.
4. Filmska kriminalka je vrsta filma, ki temelji na preprečevanju in odkrivanju kriminala; filmska upodobitev takega dela.

## G
1. Gazela je orientalska vrsta (ljubezenske) pesmi z rimo v prvem in drugem verzu ter v vseh sodih (parnih) verzih, pogosto z refrenom. Kaj je pisal F. Prešeren: sonete, gazele, antilope?
2. Glasovno slikanje/onomatopeja (onomatopoija) je vrsta slogovne figure, ki posnema zvočne pojave z jezikovnimi sredstvi (ačih, cmok, haha, tralala, žigažaga ipd.).
3. Glavna književna oseba je najpomembnejša oseba v književnem besedilu (Martin Krpan, Ciciban, Harry Potter, Pika Nogavička, Pedenjped, Ronja, idr.).
4. Gledališče je umetniška ustanova, ki se ukvarja z uprizarjanjem dramskih besedil. Šola je kot gledališče: prideš, vidiš, odideš.
5. Gledališka igra; vesele, šaljive vsebine; uprizoritev take igre; veseloigra.
6. Gledališka predstava je uprizoritev dramskega besedila v gledališču.
7. Glosa je vrsta kratke štirivrstične pesmi z zaključno mislijo v zadnji vrstici. Glose je pisal France Prešeren idr.
8. Groteska je vrsta pripovedne proze, ki na grozljivo–smešen način prikazuje življenje.
9. Grozljivka/grozljiva zgodba je vrsta pripovedi z grozljivo, napeto zgodbo o nenavadnih dogodkih.

## H
1. Humoreska je vrsta kratke vedre zgodbe, ki na šaljiv način prikazuje življenje; dobrodušno šaljiva in nagajiva zgodba obenem.
2. Humorist  je pisec humoresk oz. pisec šaljivih zgodb. Alkohol mi gre na jetra.

Heksameter

## I
1. Ideja  je kadar literarno delo izraža miselno sporočilo ali tezo.
2. Igralec/igralka: kdor umetniško poustvarja dramske osebe; glavni in stranski igralci.
3. Ikt je poudarjeno mesto v stopici, v akcentuacijskem metričnem sistemu naglašeni zlog.
4. Ilustracija besedila: risanje, slikanje kot nazorna upodobitev književnega besedila; likovna ponazoritev književnega besedila; domišljijskočutna predstava besedila.
5. Ilustrator/ilustratorka je oseba, ki ilustrira književno besedilo in/ali knjigo.
6. Impresionistična pesem je vrsta pesmi, v kateri pesnik izrazi svoja trenutna čustva, razpoloženja in vtise; pesem bežnega trenutka. Glavni predstavniki: Dragotin Kette, Josip Murn idr.
7. Impresionizem je literarni slog v času moderne/nove romantike (1899–1918), ki izraža notranje (čutne) vtise (impresije) na zunanji svet.
8. Inverzija zamenjan besedni red; Cvetoča pomlad ... Pomlad cvetoča

## J
1. Jamb je dvozložna stopica s prvim nepoudarjenim (U) in drugim poudarjenim (–) zlogom ; jambski verz (U–).

## K
1. Karakterizacija/orisovanje je slogovni postopek, s katerim se označujejo glavne  značilnosti, lastnosti oseb, zlasti značajskih.
2. Kitica je osnovna enota pesmi iz dveh ali več verzov/vrstic. Ali je samica od kita kitica? Pika Nogavička ima kitke ali kitice?
3. Klasicizem je umetnostna smer v 17. stoletju, posebej v Franciji, kjer so se zgledovali po grški in rimski umetnosti.
4. Klasična književnost je priznana najvišja stopnja umetniškosti,združujejo najbolj univerzalne estetske vrednote.
5. Književna oseba je oseba, ki nastopa v besedilu, lahko so glavne ali stranske. Jaz sem svetovno znan v svoji ulici.
6. Književna kritika so nepristranski in uravnoteženi,subjektivno zaznamovani zapisi mnenja.
7. Književna zvrst so tri poglavitne skupine književnih besedil, razvrščenih po skupnih lastnosti (poezija, proza, dramatika ali lirika, epika, dramatika).
8. Književne osebe so junaki ali liki, ki nastopajo  v književnem besedilu. Lahko so glavni (najbolj pomembni) ali stranski (manj pomembni).
9. Književni čas  je časovno obdobje v katerem se dogaja ali poteka književno besedilo (preteklost, sedanjost, prihodnost).
10. Književni pojmi/literarni pojmi so besede in besedne zveze, ki poimenujejo pojme iz književnosti; strokovni izrazi.
11. Književni prostor je določilo kraja ali mesta, v katerem poteka/se dogaja književno besedilo; dogajalni prostor.
12. Književnost je vrsta umetnosti, ki ima za izrazno sredstvo besedo (leposlovje, literatura, slovstvo).
13. Književnozgodovinska obdobja in smeri so delitev zgodovine književnosti na obdobja in smeri na osnovi skupnih prevladujočih značilnosti.
14. Komedija/veseloigra je vrsta dramskega besedila vesele ali šaljive vsebine; šaloigra. Glavni predstavniki: Anton Tomaž Linhart: Županova Micka, Matiček se ženi idr.
15. Komični dramski prizori  so smešni prizori (najmanjše vsebinske enote odrskega dela) iz dramskega besedila. VSAK JE SVOJE SREČE KOVAČIČ.
16. Komično (komik, komika) je umetniška predstavitev komičnega, smešnega, šaljivega, šegavega; vzrok za smeh. Sreča v nesreči je to, da mi je ime Srečko, pišem se pa Škoda.
17. Konstruktivistična pesem je vrsta pesmi, ki temelji na izvirni sestavi (konstrukciji) besednih, simbolnih in drugih prvin.
18. Konstruktivizem je književna smer po prvi svetovni vojni (1918), ki pod vplivom tehničnega razvoja poudarja obliko ali konstrukcijo. Glavni predstavnik je Srečko Kosovel.
19. Kostumi so posebne obleke, v katere so oblečene gledališke ali filmske osebe  ali  igralci na odru. Kostumograf je oseba, ki se poklicno ukvarja z delanjem osnutkov za kostume, kostumsko opremo. Obleka naredi človeka. Človek pa obleko.
20. Kratka zgodba je vrsta zgodbe, ki je krajša od romana in daljša od črtice.
21. Kriminalka/kriminalna povest je vrsta književnega besedila, ki opisuje iskanje, preprečevanje in kaznovanje kriminalnih dejanj.

## L
1. Legenda je pripoved, ki govori o življenju in delu Jezusa, Marije in svetnikov oz. pripoved, zgodba, zlasti o nenavadnih pojavih, dogodkih, ljudeh.
2. Likovna pesem je vrsta pesmi, ki z različno oblikovanimi verzi ponazarja podobo stvari, predmeta, bitja itd., ki ga  likovno ubeseduje;  narisana pesem. Zaustavite Zemljo, želim izstopiti.
3. Lirika je književno ustvarjanje, vrsta ustvarjanja, katerega izrazna oblika je lirska pesem.
4. Lirska pesem je vrsta pesmi, ki izraža čustva, razpoloženje; čustvena pesem, izpovedna pesem.
5. Lirski subjekt je navidezni izpovedovalec besedila.Najdemo ga v liriki.
6. Literarna kritika je pisno mnenje, sodba, zlasti o kakovosti književnega besedila; ovrednotenje, presoja, mnenje.
7. Literarni prevod je prevod književnega besedila iz enega, najpogosteje iz izvirnika, v drug jezik.
8. Literarni vpliv je delovanje obdobja, smeri, avtorja na drugega avtorja, ki se izraža v njegovem delu in razmišljanju.
9. Literatura nonsensa je književnost v kateri prevladujejo prvine nesmisla ali nelogičnosti, npr. Pripovedovali smo si šale in jopice. Na njivi sem pustil grablje, vile in škrate. Ima vnetje vranice in sovice.
10. Ljubezenska pesem je vrsta pesmi, ki govori o močnem čustvu naklonjenosti do nekoga oz. o ljubezni. Glavni pesniki ljubezenske pesmi: France Prešeren, Janez Menart, Boris A. Novak idr.
11. Ljubezenski roman  je vrsta pripovednega dela – romana – v prozi, ki govori o ljubezni; besedilo z ljubezensko vsebino. Na prvi pogled se zaljubijo le kratkovidni.
12. Ljudska pesem je vrsta pesmi, ki jo je ustvarilo ljudstvo; širi se in ohranja zlasti v peti obliki; malo se spreminja.
13. Ljudska pravljica je vrsta ljudske pripovedi o čudežnih (pravljičnih) dogodkih, predmetih in osebah, kjer je po navadi zlo kaznovano in dobro nagrajeno.
14. Ljudska pripovedka je vrsta ljudskega besedila, ki pripoveduje o čudežnih dogodkih. Iz vsebine je  možno ugotoviti čas in kraj dogajanja. Npr. Ljudska pripoved o Petru Klepcu.
15. Ljudsko slovstvo je vrsta slovstva (književnosti), ki se zlasti v ustni obliki ohranja in pri tem spreminja. Dobila sem anonimno pismo in odpisala nazaj.
16. Ludizem je nazor v sodobni umetnosti, literaturi, po katerem je literatura/umetnost čista igra, igrivo, nenamensko nizanje različnih besednih pomenov; smiselno sporočilo je takšnemu besedilu samo v breme.
17. Lutka je vrsta majhnih figur, ki predstavljajo človeka, žival ali lik pri uprizoritvi. Ročne lutke so vrste lutk, ki se dajo ali nataknejo na roko. Lutke na palicah pa so vrste lutk, ki so pritrjene na palice. Marioneta je lutka, ki se premika z žicami, nitmi ali vrvmi.
18. Lutkovna predstava je vrsta gledališke predstave, ki je uprizorjena z lutkami – lutkovna igra.
19. Lutkovno gledališče je vrsta gledališča, v katerem uprizarjajo lutkovne igre, predvsem za otroke in mlade.
20. Lutrova kitica je vrsta verzov, ki je zgrajena na osem– in sedemzložnih verzih oz. osmercih in sedmercih.

## M
1. Metafora/prenos je pogosta besedna figura, za katero je značilno poimenovanje določenega pojava z izrazom, ki označuje v navadni rabi kak drug podoben pojav.
2. Metrum/mera je prvina pesniškega jezika, ki pomeni urejeno menjavanje poudarjenih in nepoudarjenih zlogov v verzu; urejen ritem.
3. Mit/bajka je vrsta ljudske pripovedi o bogovih, bajeslovnih bitjih, nenavadnih pojavih in dogodkih.
4. Miselna/refleksivna pesem  je vrsta pesemskega besedila z izrazito razmišljujočo vsebino.
5. Mladinska književnost je del književnosti, namenjen mladim bralcem, otrokom.
6. Mladinska povest je srednje dolga vrsta književnega besedila za mladino s poučno vsebino in zabavnim namenom. Mladi smo v križišču. Ali smo v napoto?
7. Mladinska trivialna književnost je vrsta zabavne mladinske književnosti, ki umetniško površno prikazuje dogajanje po predvidljivih vzorcih in ustvarja »sanjski svet« in spodbuja beg pred realnostjo, ne pa soočenje z njo. Pogosto izhaja v nadaljevanjih (ljubezenski, zdravniški, kavbojski, znanstvenofantastični ipd.)
8. Mladinski roman je vrsta romana, napisanega za mladino. Znani so primeri romanov za odrasle, ki so v času literarne recepcije postali tudi mladinski, npr. Daniel Defoe: Robinson Crusoe (1719), Jonatan Swift: Guliverjeva potovanja (1726);  Fran Levstik: Martin Krpan (1858) idr.
9. Moderna/nova romantika je literarna smer, za katero je značilno mešanje stilov simbolizma, impresionizma in nove romantike (pomen notranjega življenja posameznika) v času od 1899–1918. Glavni predstavniki: Ivan  Cankar, Dragotin Kette, Oton Župančič in Josip Murn.
10. Modernizem je literarna smer v sodobni slovenski književnosti (1950–1975), za katero je značilen intimizem, družbena aktualnost, protest, eksperimentiranje z jezikom. Glavni predstavniki so Ivan Minatti, Janez Menart idr.
11. Monolog/samogovor  je daljši govor ene osebe; glasno govorjenje sebi.  Kje sem zdaj, ko sem si najbolj potreben?
12. Moška rima  je vrsta rime, t. i.  krepka rima (končuje se z naglašenim zlogom: u-); enozložna rima, npr.: krák –mrák – korák – voják – korenják idr.
13. Motiv  (1) je prvina v književnem besedilu, ki povzroča kako dejanje, ravnanje, nagib, spodbuda.
14. Motiv (2) je enota ali osnovna tematska prvina umetniškega besedila.
15. Večpredstavnost je sredstvo/pripomoček za učenje in zabavo. Glavni mediji so: radio, tisk, TV in računalnik, ki hkrati uporabljajo besedilo, zvok, video, računalniško grafiko in animacijo.

## N
1. Nadaljevanka/nanizanka  je televizijski film ali igra v nadaljevanjih.
2. Nagovor/apostrofa je beseda ali poved, s katerimi oseba ogovori prisotne osebe. Kratek nagovor.
3. Naslov je beseda ali več besed, ki tvorijo ime književnega besedila.
4. Naturalizem je umetnostni slog, ki teži v »odslikavo« resničnosti, kakršna je sama na sebi, v svoji naravi/naturi.
5. Nesmislica/poezija nesmisla je vrsta pesmi, ki temeljijo na domiselnih nesmislih. Prvič so se pojavile v Angliji v 19. stoletju in na Irskem, od tam so se razširile po vsem svetu.
6. Notranja rima je vrsta rime, kjer se ujemajo zadnji zlogi besed znotraj verza; središčna in končna rima; notranja in zunanja rima.
7. Notranja zgradba je pomenska ali vsebinska zgradba književnega besedila, ki jo sestavljajo naslednje prvine: književna oseba, čas, prostor, dogajanje, motivi idr.
8. Notranji samogovor/monolog je pripovedno prvoosebno reproduciranje misli, asociacij, upanj in strahov, pričakovanj, ki v resnici ostajajo neizrečena; podobno tok zavesti.
9. Nova beseda, neologizem/novotvorba je beseda ali besedna zveza, ki še ni splošno uveljavljena; nesmiselnica, npr.: zzzbudilka, korenjakati, palicaj, Mba, nebomski, rimogojnica idr. drevored + sladoled = drevoled, drevosled, korentored, sladkored, sladoledojed, sladored,  drevosned ...
10. Nove besedne zveze so povezave besed, ki temeljijo na naključnem povezovanju: čevlji iz testa, stekleni gozd, čokoladno jezero, idr.  Za razliko od stalnih besedilih zvez, ki so ustaljene: vleče se kot kurja čreva, biti v rožicah, biti slep od ljubezni, idr.
11. Novejša slovenska književnost je obdobje slovenske književnosti: razsvetljenstvo (1768–1819), romantizem (1819–1849), realizem in naturalizem (1849–1899), moderna/nova romantika (1899–1918), ekspresionizem in avantgarda (1918–1930), socialni realizem (1930–1950).
12. Novela je krajše pripovedno besedilo s stvarno tematiko in  nepričakovanim razpletom.

## O
1. Oder je vzdignjen prostor v gledališču, operi, koncertni dvorani in drugih prizoriščih.
2. Odlomek je krajši, vsebinsko zaključen del književnega besedila.
3. Oklepajoča rima je vrsta rime, ki se izmenjuje abba;  prva in četrta rima oklepata kitico; objemalni  rimi.
4. Okrasni pridevek je beseda, ki slikovito,  nazorno, s prenesenim pomenom opiše samostalnik; pridevniška metafora; zveza samostalnika in pridevnika.
5. Oksimoron je vrsta stilske figure iz dveh izključujočih se pojmov (bistroumni nesmisel), npr.: plešasti si ruje lase, človeški robot, grozno lep, hiti počasi, obvezni izbirni predmeti, idr. Pošiljam ti toliko pozdravov kot ima brezrokavnik rokavov.
6. Okvirna pripoved je uvodni in sklepni del besedila, pri katerem začetek in zaključek uvaja in pojasnjuje osrednjo zgodbo; ogrodje zgodbe; oporni deli zgodbe: uvod in zaključek. Primer: Giovanni Boccaccio: Dekameron, Arabska pravljica: 1001 noč, idr.
7. Onomatopeja/onomatopoia ali podobnoglasje posnemanje naravnih glasov, zvokov, da bi dosegli podoben zvočni vtis;  zapis oglašanja živali. Kako se oglaša krava? Mu–mu. Kako se oglaša mačka? Mjav, mjav. Kako se oglaša miška? Klik–klik.
8. Opis je slogovni postopek, ki nazorno z besedami  predstaviti osebe, predmete ali okolje  po zunanjih značilnosti.
9. Orientalska lirika je vrsta lirika iz dežel na vzhodu od Sredozemskega morja (bližnji in daljni vzhod).

## P
1. Parodija je oblika književnega besedila, ki posmehljivo posnema znano književnega besedila; smešenje; posmehljivka. Če nam gre dobro, zakaj nam je potem slabo.
2. Pasica je krajša oblika stripa v eni vrstici. Po uporabi te brisače, si umij roke.
3. Perspektiva je stališče, gledišče, vidik, pogled ali zorni kot pripovedovanja v književnem besedilu; pripovedna drža. Izstopa iz avtobusa in povprečja.
4. Pesem domislica  je vrsta pesmi, ki je tvorjena na osnovi domislic. Ima potno čelo in violino. Obrisal si je pot in vas.
5. Pesem je krajša vrsta pesemskih besedil, napisana v verzih.
6. Pesnik/pesnica je oseba, ki piše pesmi; tudi učenec ali učenka, ki piše pesmi.
7. Pesniški jezik je jezikovno izražanje pesnikov; slikovito izražanje; zelo čustveno izražanje. Noč je padla. Kdo jo je spotaknil?
8. Pesniško besedilo ali poezija je zvrst književnih besedil.
9. Pisatelj/pisateljica je oseba, ki piše književna besedila. Pa kaj, če že dolgo nisem nič napisal. Tudi Prešeren ni.
10. Pismenstvo je začetna smer v obdobju starejše slovenske književnosti, ko so nastajali prvi zapiski v slovenščini: Brižinski spomeniki, Celovški, Stiški, Starogorski rokopis, od 1000–1550. Nepismeni nam pišejo prihodnost.
11. Poglavje je del zunanje oblike književnega besedila, ki je vsebinsko zaključen.
12. Ponavljanje/iteracija je vrsta slogovne figure, ki ponavlja iste besede,  besedne zveze ali  povedi  ali  verza.
13. Poosebitev/personifikacija je vrsta slogovne figure, ki prikazati živali, stvari, pojave s človeškimi lastnostmi.
14. Postmodernizem je književna smer, za katero je značilno hkratno navezovanje na tradicijo in povezovanje z modernizmom, mešanje visoke in trivialne književnosti ter medbesedilnost. Začetek  po letu 1975. Glavni predstavniki: Niko Grafenauer, Svetlana Makarovič, Boris A. Novak, Aloj Ihan, Andrej Rozman Roza idr. Imam prijatelja, ampak ga ne maram.
15. Potopis je vrsta pripovednega besedila, ki opisuje potovanja z osebnimi vtisi, doživetji in dogodivščinami. Pivo ne pušča sledi od kave.
16. Povest je krajše, vsebinsko, izrazno manj zahtevno pripovedno delo, navadno v prozi ; daljša zgodba z izmišljenimi sestavinami; zgodba.
17. Pravljica je vrsta besedila, ki Pripoveduje o čudežnih in neverjetnih dogodkih. Značilnosti ljudske pravljice: tipičen začetek in konec, nedoločen čas in kraj, osebe so tipi, zgradba dogajanja (ponavljanje), tipični rekviziti, zmaga dobrega nad zlim in enodimenzionalnost dogajanja (raven čudeža). Pripoved, v kateri se dogajajo neverjetne, sam v domišljiji mogoče stvari in v kateri navadno zmaga dobro Vrste pravljic so različne. Najbolj pomembne vrste so  ljudska, klasična avtorska in sodobna pravljica (kratka in obsežna). Živeli otroci naših staršev.
18. Pravljica, ljudska in avtorska  –– pravljice so pripovedi o čudežnih in neverjetnih dogodkih, ki jih pripoveduje ljudstvo (ljudske pravljice) ali tiste, ki jih napišejo avtorji (H. C. Andersen, S. Makarovič.). Avtorska pravljica se imenuje tudi umetna pravljica.
19. Pripovedka, ljudska in avtorska  –– pripovedke so besedila o čudežnih in neverjetnih dogodkih, kjer sta čas in prostor posredno nakazana, npr. Ljudska pripovedka Peter Klepec in  avtorska pripovedka F. Levstik: Martin Krpan idr.  Avtorska pripovedka se imenuje tudi umetna pripovedka.
20. Predelava je sprememba proznega ali pesemskega besedila v dramsko besedilo.
21. Predzgodba/retrospektiva je zgodba pred glavno zgodbo, ki ima pomemben vpliv na potek osrednjega dogajanja. Nikoli nisi nekoristen. Vedno si lahko slab zgled.
22. Prestopna rima, ki prestopa z ene kitice na drugo, z druge na tretjo itn.: aba, bcb, cdc. ;.
23. Prevajalec/ prevajalka je oseba, ki se poklicno ukvarja s prevajanjem iz enega jezika oz. jezika izvirna v drugi.
24. Prevod je književno besedilo v jeziku, v katerega ga je iz jezika izvirnika prevedel prevajalec/prevajalka.
25. Pridevek je vrsta besede (pridevnik) ali besedna zveza, ki se doda samostalniku, da ga določi ali  okrasi.
26. Prilika/ parabola vrsta poučne pripovedi, ki slikovito ponazarja misel, nauk ali zgodbo. Želim Svet v drugi - popravljeni izdaji.
27. Primera ali komparacija je vrsta slogovne figure  oz. besedna zveza, s katero je v ustaljeni obliki izražena podobnost kake stvari z drugo stvarjo zaradi kake skupne lastnosti. Točen kot pivo.
28. Pripev/refren je slogovna figura, ki ponavlja besede v pesmi zlasti na koncu verza ali kitice; pripev.
29. Pripoved   je prozno književno besedilo, ki sporoča doživet ali izmišljen potek dogajanja.
30. Pripovedka krajevno, časovno določena, navadno krajša (književna) pripoved z večjo, poučno vsebino.
31. Pripovedno/prozno besedilo je zvrst književnega besedila, ki sporoča potek dogajanja v prozi.
32. Pripovedovalec je oseba, ki pripoveduje dogajanje.
33. Prispodoba je vrsta slogovne figure, ki ponazarja bistvene značilnosti ene z drugo stvarjo, ki ima podobne lastnosti in sta povezani z veznikom ko, kakor ali kot. Ljubim te ko svinja bučo.
34. Prizor  je najmanjša vsebinska enota odrskega (dramskega) dela, določena navadno s spremembo števila istočasno nastopajočih oseb;  več prizorov tvori dejanje, več dejanj dramo.
35. Problemski roman  je vrsta romana, ki obravnava problemsko tematiko (ljubezen, spolnost, zloraba.).
36. Prosti/svobodni verz je oblikovan s prostim/svobodnim ritmom in različnim številom zlogov.
37. Protestantizem, reformacija in barok so književna obdobja (1550–1600–1768), v času, ko so protestanti širili protestantsko vero. Glavni predstavnik je Primož Trubar, ki je izdal Katekizem in Abecednik 1550, prvi knjigi v slovenščini. Srečne strani človeštva so prazne strani v knjigi zgodovine.
38. Protipomenka/antonim je beseda z nasprotnim pomenom (noč–dan, ljubezen–sovraštvo, življenje – smrt).  Zbiranje znamk je njegov a) konj, b) konjiček?
39. Psevdonim/umetniško ime, priimek je izmišljeno, skrivno ali umetniško ime, ki ga uporabljajo zlasti avtorji, pisatelji, da zakrijejo svoje pravo ime.
40. Psihološka motivacija  je vrsta motivacije, ko je književna oseba spodbujena s psihološkimi (duševnimi)  spodbudami, vzroki, da spremeni  kakšno dejanje. Notranja spodbuda za zunanje dejanje.
41. Psihološke lastnosti književnih oseb so vrste lastnosti, predvsem pa čustvene in duševne (notranje) lastnosti književnih oseb. Ko se rodimo, so veseli. Ko umremo, so žalostni. Ko živimo, jim je vseeno.
42. Sociološka motivacija je vrsta motivacije v književnih besedilih, ko je oseba spodbujena z družbenimi razmerami, da spremeni kakšno dogajanje. Družbena ali zunanja spodbuda za notranje dejanje.
43. Pustolovska zgodba v kateri prevladujejo  nenavadna, nevarna in izzivalna doživetja.
44. Pustolovski film je vrsta filma, ki temelji na nenavadnih, nevarnih in izzivalnih doživljajih. Tu ga čaka lepa preteklost.
45. Pustolovski roman je vrsta daljše pripovedno besedilo s pustolovsko (nenavadno, vznemirljivo, zanimivo) vsebino; Zgodba o nenavadnih doživljajih. Radijska igra  je Radijska igra  je dramsko besedilo v radijski izvedbi, spremljano  z različnimi zvoki. (mladinsko) književno besedilo namenjeno za radijsko predstavitev.

## R
1. Razplet je zaključni del zgradbe književnih besedilih, v katerem se dogajanje postopno končuje in razjasni.
2. Razpoloženjska/miselna pesem, ki opisuje razpoloženje in počutje.
3. Razsnova je zaključni del zgradbe književnega besedila, v katerem se dogajanje zaključi in razplete.
4. Razsvetljenstvo je književna smer, ki je imela za cilj razum in vero v življenje (1768–1819). Glavna predstavnika: Anton Tomaž Linhart, Valentin Vodnik.  Včasih sem bil apatičen. Sedaj se mi pa fučka za vse.
5. Realistična pripoved je vrsta pripovedi v kateri prevladujejo dejstva in stvarni podatki iz realnega življenja.
6. Realistični pripovedni slog pisanja, ki temelji na dejstvih ali podatkih; doživljajska zgodba; zgodba iz vsakdanjega življenja.
7. Realizem je književna smer v drugi polovici 19. stoletja (1849–1899), ki kritično izraža neolepšano resničnost; glavni predstavniki: Janko Kersnik, Ivan Tavčar, Josip Jurčič in Lev Nikolajevič Tolstoj.
8. Recitacija je umetniško branje (pesniškega) besedila.
9. Rekviziti so predmeti in priprave, ki se uporabljajo pri gledaliških, lutkovnih ipd. predstavah; pripomočki.
10. Renesansa/preporod je umetnostni slog v Evropi v 15. in 16. stoletju, ki je posnemal starogrško in rimsko umetnost; pri Slovenci le odmevi pri protestantski književnosti in ljudskem izročilu. Glavani predstavniki: Giovanni BOCCACCIO, Miguel de Saavedra CERVANTES, Francois VILLON, William SHAKESPEARE idr.
11. Retorično vprašanje je vrsta slogovne figure, ki temelji na vprašanju, na katerega se ne pričakuje odgovor.
12. Režiser je umetnik, ki se ukvarja z oblikovanjem gledališke predstave, filma, radijske ali televizijske igre. Umetnik je tisti, ki ima več problemov za eno rešitev.
13. Rima je slogovna figura, kjer se ujemajo zvočno enaki samostalniki in soglasniki od naglašenega samoglasnika dalje; zvočno ujemanje; zvočni stik. Moška rima → ,  Ženska rima →.
14. Risani film, risanka film v katerem nastopajo risani junaki ali risane osebe; risanka.
15. Ritem je zaporedje poudarjenih in nepoudarjenih glasov, ki tvojo urejeno gibanje. Urejeno pojavljanje poudarjenih in nepoudarjenih ali dolgih in kratkih zlogov glede na pomensko vrednost besed v stavku;  skladno gibanje zlogov, besed ali  povedi, ritem je lahko glasen.
16. Roman je vrsta daljše pripovedno delo, navadno z izrazito zgodbo in večjih številom oseb, zlasti v prozi. Npr.: Lojze Kovačič: Prišleki.  Roman imam narejen. Moram ga le še napisati.
17. Romanca je daljša lirsko-epska pesem z ljubezensko vsebino, ki ima predpisano obliko (daljše kitice s troheji s štirimi stopicami in asonancami).
18. Romantično pisanje je način pisanja, ki izraža čustva, občutke, domišljijo; čustveno ali osebno pisanje; sanjarsko pisanje.
19. Romantika je književna smer, za katero je značilna romantična razdvojenost med idealom in resničnostjo (1819–1849). Glavna predstavnika sta France Prešeren in Matija Čop.

## S
1. Satira je vrsta književnega besedila, ki na posmehljiv način prikazuje življenje; zbadljivka ali posmehljivka. Motiti se je človeško. Bog
2. Scena je likovna oprema v gledališki predstavi (kulise in predmeti na odru).
3. Scenarij je vrsta dramskega besedila z opisi dogajanja in dialogi (dvogovori) za izvajanje dramatizacij v gledališču, filmu, radiu, TV ali prireditvi.
4. Scenograf je oseba, ki se poklicno  ukvarja z likovno opremo v gledališču in ali v filmu.
5. Serija knjig/knjižna serija  je vrsta knjig, ki je sestavljena iz več knjižnih del, ki imajo nekaj podobnosti, npr. Istega glavnega junaka in skupaj sestavljajo celoto.
6. Simbol je predmet, lik, črka, kratica, ki izraža, predstavlja ali označuje določene stvari, pojme; znak, znamenje. Tako te pogrešam, da plašč na obešalnik obešam.
7. Simbolizem je književna smer ob koncu 19. in začetku 20. stoletja, ki izraža poduhovljeno razumevanje sveta zlasti s simboli; predstavniki Ivan Cankar in Oton Župančič.
8. Simploha je ponavljanje anafore in epifore v več zaporednih verzih.
9. Sintetična zgradba je oblika besedila, ki opisuje vsebinsko zaokrožen dogodek ali izsek iz življenja.
10. Slog je zvočna,besedna,stavčna in besedilna oblikovanost besedila.
11. Slogovno zaznamovane besede in besedne zveze. Uči se uči, da bo kaj v tvoji buči.
12. Slovnični čas je preteklik, sedanjik in  prihodnjik. Modre slive so še rdeče, zato ker so še zelene.
13. Socialna pesem je vrsta pesmi s socialno oz. družbeno tematiko. Npr. Simon Gregorčič: Soči, Josip Murn: Kmečka pesem, Pavel Golia: Grajski vrtnar,  idr.
14. Socialni realizem je književna smer  okrog leta 1930, ki je podrobno  opisovala družbeno dogajanje in vsakdanjo stvarnost, malega človeka, kmeta, delavca in preproste ljudi; Slovenski predstavniki: Prežihov Voranc, Ciril Kosmač, Anton Ingolič, Miško Kranjec idr.
15. Sociološka motivacija je vrsta motivacije v književnih besedilih, ko je oseba spodbujena z družbenimi razmerami, da spremeni kakšno dogajanje. Družbena spodbuda ali družbeni povzročitelj kakega dejanje. Tudi slepi imajo svoj pogled  na svet.
16. Sodobna slovenska književnost je književnost po letu 1950, in  sicer obdobje modernizma (1950–1975) in postmodernizma (1975→).
17. Sonet je vrsta pesmi sestavljena iz štirinajstih verzov, navadno enajstercev, v dveh štirivrstičnih in dveh trivrstičnih kiticah. Glavni predstavnik: Boris A. Novak.
18. Sonet z odmevom je vrsta ali oblika soneta, ko odmev rima samo rimo; beseda, ki odmeva rima podarja  ali  izraža  ali  ponovi rimo.
19. Song je vrsta pesmi, za katero je značilna družbena kritičnost. Glavni predstavnik: Bertold Brecht.
20. Soobčutje/sinestezija je vrsta slogovne figure, za katero je značilno združevanje različnih čutnih zaznav (slišanje barv, videnja zvoka, vonjanje barv), npr.: kričeča barva, zeleni zvok, barve pojejo, idr.
21. Sopomenka/sinonim  je vrsta besede, ki ima enak ali zelo podoben pomen kot kaka druga beseda. Zarečenega a) kruha, b) makovk, c) žemljic, se največ poje?
22. Spominska književnost je vrsta književnosti, ki temelji na spominih na osebe, dogodke, srečanja, ki jih je pisec sam doživel.Mladost je čas, ko zbiraš spomine.
23. Spominska/avtobiografska proza je vrsta književnega besedila, ki popisuje dogodke, doživljaje in srečanja, kakor jih  je pisec sam doživel.
24. Srednji vek je drugo obdobje v razvoju človeštva od 476–1492. leta. Pred srednjim vekom je bil stari vek (8. stoletje p. n. št. - 476), po srednjem veku, je nastopil novi vek (1492→), ki se je začel z renesanso.  Če bi Dante danes hodil v šolo, bi imel Pekel deset krogov!
25. Stalna besedna zveza je stalna zveza najmanj dveh besed, katere pomen je razumljiv iz pomena vseh besed, npr. tiščati glavo v pesek, vleči se kot kurja čreva, imeti dve levi roki, idr. Ali je lahko ženska mož beseda?
26. Stalni okrasni pridevek je vrsta pridevnika, ki stalno določa samostalnik. Ustaljen prilastek, ki določa samostalnik (beli grad, lepa Vida, hrabri vitez, bistra voda, črna smrt, ipd.).  Življenje zajemati z a) veliko žlico, b) veliko vilico?
27. Starejša slovenska književnost je začetno obdobje književnosti, in sicer obdobje pismenstva od Brižinskih spomenikov in prvih  zapiskov v slovenščini (Celovški, Stiški, Starogorski rokopisi) in ljudsko slovstvo (1000–1550).
28. Stopica je osnovna metrična enota verza, ki je sestavljena iz poudarjenih (–) in nepoudarjenih zlogov (u), ki jih označujemo: – in u. Najpogosteje uporablja so naslednje metrične enote verza:  jamb (u–), npr. spomín, trohej (–u), npr. čáša in  amfibrah (u–u), npr. planína.
29. Stopnjevanje/gradacija je besedno sredstvo, ki stopnjuje učinek povedanega z navajanjem pomensko močnejših besed. Besedna figura, ki stopnjuje učinek povedanega z navajanjem pomensko vedno močnejših besed, izrazov.  Minute se plazijo, dnevi hodijo, leta pa bežijo.
30. Stranske književne osebe so književne osebe, ki po pomembnosti niso na prvem mestu; manj važna književna oseba.  Ne pusti pamet na cedilu.
31. Stransko dogajanje je del dogajanja, ki je pomembno, ker podpira glavno dogajanje.
32. Strip je vrsta zgodbe, prikazana z zaporedjem slik in z besedilom navadno v oblačkih. Strip je tudi revija s takimi zgodbami.

## Š
1. Šanson je vrsta pete pesmi z zahtevnejšo vsebino, nastal v Franciji. Glavna predstavnica: Svetlana Makarovič.
2. Španska romanca je vrsta lirsko–epske pesmi z ljubezensko vsebino, ki je nastala v srednjeveški Španiji.

## T
1. Tekstologija je nastanek besedil.
2. Televizijska igra je vrsta dramska oblika z multimedijskimi učinki, ki je namenjeno za predvajanje na televiziji. Igra na televiziji, v kateri nastopajo igralci.
3. Tema je osnovni, osrednji predmet ali gradivo književnega besedila  (vsebina; kaj se dogaja); o čem govori besedilo; Vsebina besedila; o čem govori besedilo. Na družinskem drevesu raste jabolko spora.
4. Tragedija je vrsta dramske ali gledališke igra, v kateri glavni junak v boju z nasprotnikom ali zaradi neobvladljive usode propade, izgubi življenje; žaloigra.
5. Tragična perspektiva je vrsta stališča v književnih besedilih, ki pomeni žalostno stališče, vidik, zorni kot.
6. Tragičnost je značilnost tragedije, ko oseba zaradi hudega trpljenja, težav vzbuja sočutje, žalost in ima hude posledice. Na treznega fanta se lahko zaneseš.
7. Trivialna književnost, trivialna literatura vsebinsko prazno, manjvredno, nepomembno besedilo. Možgane nam perejo na 900 – 600 – 900.
8. Trohej je vrsta dvozložne stopice s prvim poudarjenim in drugim nepoudarjenim zlogom, npr.: Oton Župančič: Od štirih do ene,/od štirih do ene/so zarje rumene/ so trate zelene n..., grafično se trohej zapiše: u–uu–u/ u–uu–u /u–uu–u/u–uu–u ...

## U
1. Uganka je kratko poučno besedilo, ki duhovito opisuje stvar, ki jo je treba uganiti.  Prejmi beautiful pozdrave iz big države. Kdo sem jaz pa uganeš brez težave, ker si bistre glave.
2. Umetniško besedilo  je leposlovje (književna besedila), ki jih pišejo umetniki (pisatelji in pisateljice). Je vsebinsko bogato, večvredno, pomembno besedilo.
3. Ustvarjalci črpajo snov za svoja dela iz osebnih izkušenj in neosebne tradicije.

## V
1. Verz/stih ali pesniška vrstica je ritmično urejena, navadno skladenjsko in pomensko zaključena enota pesniškega besedila; ritmično oblikovana vrstica pesmi, ki je tudi grafično viden del pesmi.
2. Visoka književnost je književnost v katero sodijo:boj za domovino,vero,vrednote,...
3. Vrednotenje književnosti je doživljajsko(lastno),etično(morala) in umetniško(literarna merila) vrednotenje.
4. Vsevedni pripovedovalec je vrsta pripovedovalca, ki vse vidi in vse ve o vseh književnih osebah; vsevednež. Jaz ne pijem alkohola. Drakula

## Z
1. Zaporedna rima je vrsta rime, za katero je značilno zaporedno rimanje dveh verzov: aa bb cc.
2. Zgodba kar kdo pripoveduje o resničnih ali izmišljenih dogodkih, povezanih v celoto.
3. Zgodba, sintetična in analitična zgodba je vrsta zgodbe, kjer sintetična zgodba –– v  naravnem časovnem zaporedju (začetek, sredina, konec) poteka dogajanje (1–2–3); analitična zgodba se začne na sredini, nato sledi predzgodba, ki je bistvena za potek nadaljnje zgodbe in za zaključek (2–1–3).
4. Zgodovinska pripovedka je vrsta pripovedke, za katero je značilno domišljijsko preoblikovano zgodovinsko dogajanje; npr. Kralj Matjaž, Peter Klepec, idr.
5. Zgodovinski roman o zgodovinsko pomembnem obdobju; roman z zgodovinsko snovjo.
6. Zgradba dogajanja, sintetična in analitična zgradba je  način delitve vsebina besedila na tri glavne dele uvod, jedro in zaključek; razporeditev dramskega besedila na pet glavnih delov in prizore (zasnova, zaplet, vrh, razplet, razsnova). Ne sledi mi, zgubil sem se.
7. Notranja zgradba dramskega besedila je zunanja razporeditev oblike dramskega besedila; dramsko besedilo je sestavljeno iz dvogovorov in navodil za igro. Sestavni deli notranje zgradbe so: zasnova, zaplet, vrh, razplet in razsnova. Naša nuklearka je grajena kot Popajeva Oliva.
8. Zlogovni/silabični verz je vrsta verza, ki ima stalno le število zlogov, ne pa tudi prepoznavne metrične sheme.
9. Zlogovnonaglasni/silabotonični verz je vrsta verza, ki ima stalno število zlogov in prepoznavno metrično shemo. Nič ne štekam, ziher je kul.
10. Značilnosti besedne umetnosti je možnost interpretacij.
11. Znanstvena fantastika je vrsta pripovedna proze,  v kateri je izmišljeni svet v besedilu, ki temelji na dosežkih znanosti, tehnike, vesolja,  vesoljskih bitij in domišljije;.
12. Znanstvenofantastični roman je vrsta romana, ki temelji na domnevah znanosti in domišljije.
13. Zunanja zgradba se nanaša na čutno zaznavo razčlenjenosti besedila(vid,sluh).
14. Zvočno slikanje/zvočno ujemanje samoglasnikov (asonanca) in soglasnikov  (aliteracija), je vrsta slogovne figure, ki temelji na zvočni podobnosti dveh ali več zaporednih besed; zvočna zveza  ali zvočna povezanost.

## Ž
1. Ženska rima je vrsta rime imenovana tudi šibka rima, ki ima naglas na predznanjem zlogu; dvozložna rima, npr. dáma – sáma – máma – dráma – ráma ...
2. Živalska pravljica je vrsta pravljice, v kateri nastopajo poosebljene (personificirane) živali kot glavne književne osebe, npr. Svetlana Makarovič: Sovica Oka, Sapramiška, Pekarna Mišmaš ipd.  Ali ti čas vzame veliko življenja?

 Portal:Literatura